# Галлон, Агиналдо Роберто
Агиналдо Роберто Галлон (порт. Aguinaldo Roberto Gallon; 4 февраля 1958, Рибейран-Прету), также известный под именами Гина (порт. Guina) или Кинья (порт. Quinha) — бразильский футболист, полузащитник.
Выступал в различных клубах Бразилии и Испании, а также за португальский «Белененсиш».
Лучший бомбардир молодёжного чемпионата Южной Америки и молодёжного чемпионата мира 1977 года. В 1979 году сыграл один матч за первую сборную Бразилии.

## Достижения

### Клуб
Васко да Гама
- чемпион лиги Кариока: 1977
- обладатель кубка Гуанабара: 1977

 Реал Мурсия
- победитель Сегунды: 1982/83, 1985/86

### Личные
- лучший бомбардир молодёжного чемпионата Южной Америки 1977
- лучший бомбардир молодёжного чемпионата мира 1977